# Secolul al XXI-lea
Secolul al XXI-lea (sau secolul XXI) a debutat la 1 ianuarie 2001 și se va încheia pe 31 decembrie 2100. Este secolul curent și primul din mileniul al III-lea din era noastră (sau după Hristos în conformitate cu calendarul gregorian din creștinism).  

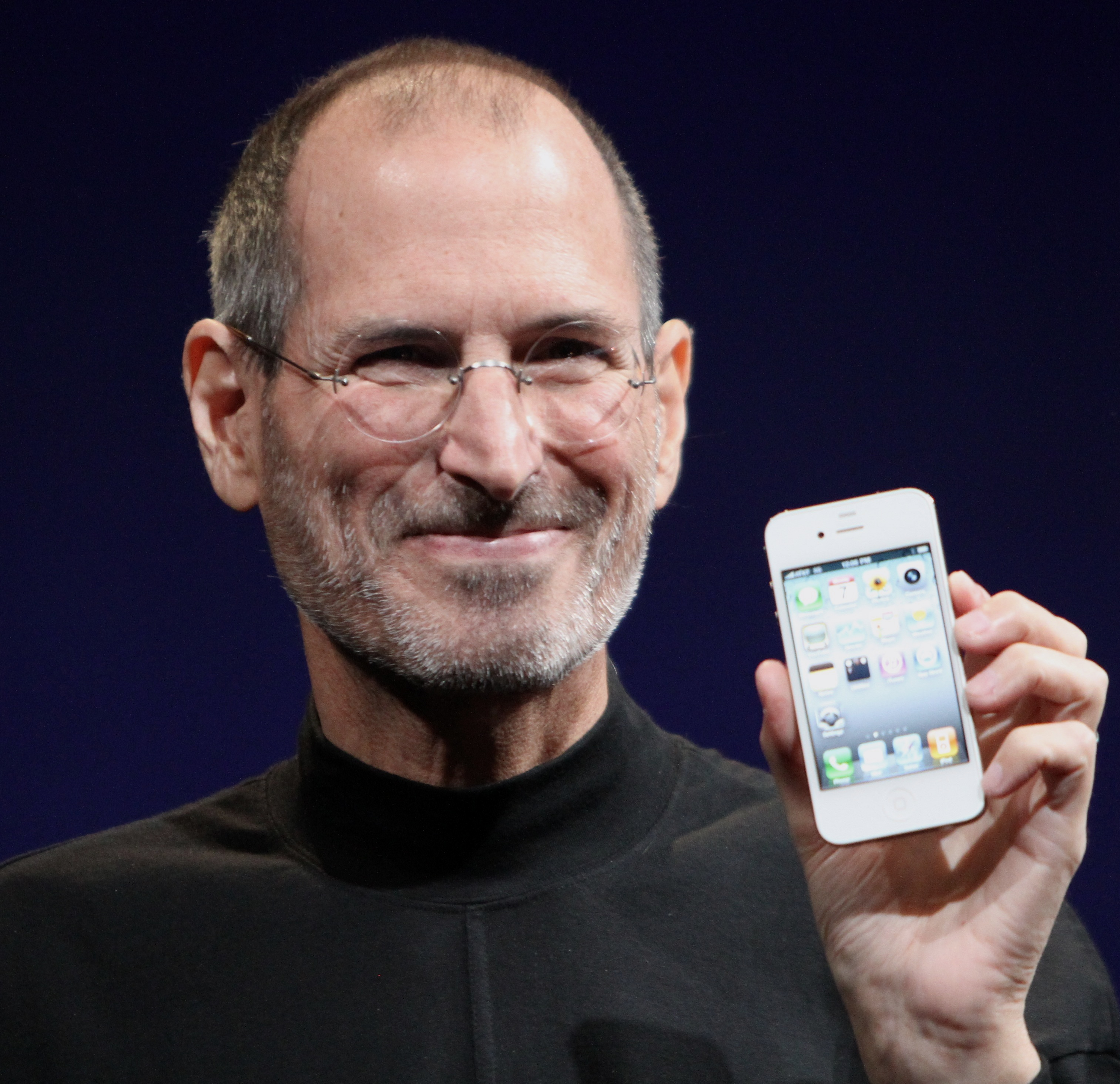
2010: Steve Jobs dezvăluie noul telefon inteligent iPhone 4

Prima jumătate a secolului XXI a fost marcată de pași semnificativi în progresul tehnologic, în domenii precum Inteligență artificială, Internet, Streaming, Media de socializare, Cibernetică, Nanotehnologie, Robotică, Stealth, Lassere, Baterie reîncărcabilă și Fuziune nucleară.  Populația a crescut de la 6 miliarde la 8 miliarde în 23 ani.  
Primele trei decenii au fost dominate de evenimente geopolitice semnificative: Războiul împotriva terorismului, Marea Recesiune, Primăvara arabă, Criza refugiaților în Europa, Pandemia de COVID-19, Conflictul arabo-israelian, Războiul ruso-ucrainean (2014–prezent) și Al Doilea Război Rece. 
A șasea extincție în masă din istoria Pământului, Extincția din Holocen-Antropocen, a devenit tot mai conștientizată la nivel global de către oameni, iar eforturile pentru protejarea mediului și reducerea poluării au crescut. 
O confruntate între globalizare și naționalism, precum și între ideologiile progresism și conservatorism, a luat amploare în majoritatea țărilor democratice din America de Nord, America de Sud, Europa și Oceania. Majoritatea statelor din Asia și Africa au rămas controlate de regimuri autoritare.
În ciuda crizelor financiare, sărăcia a fost redusă, iar începutul secolului XXI a cunoscut o creștere a standardelor de viață. Calculatoarele, telefoanele inteligente cu aplicații, dronele, comunicarea prin streaming și automobilele electrice au devenit comune și utilizate în masă. 
Omenirea a continuat să folosească combustibilii fosili, dar și să facă tranziția către energiile verzi. Cercetările și descoperirile în tehnologia medicală au dus la stoparea răspândirii bolilor infecțioase, precum Virusul Zika, Ebola, Gripa aviară, Gripa porcină, HIV, Variola maimuței și Coronavirus, precum și la noi metode de tratare a cancerului.

## Rezumat

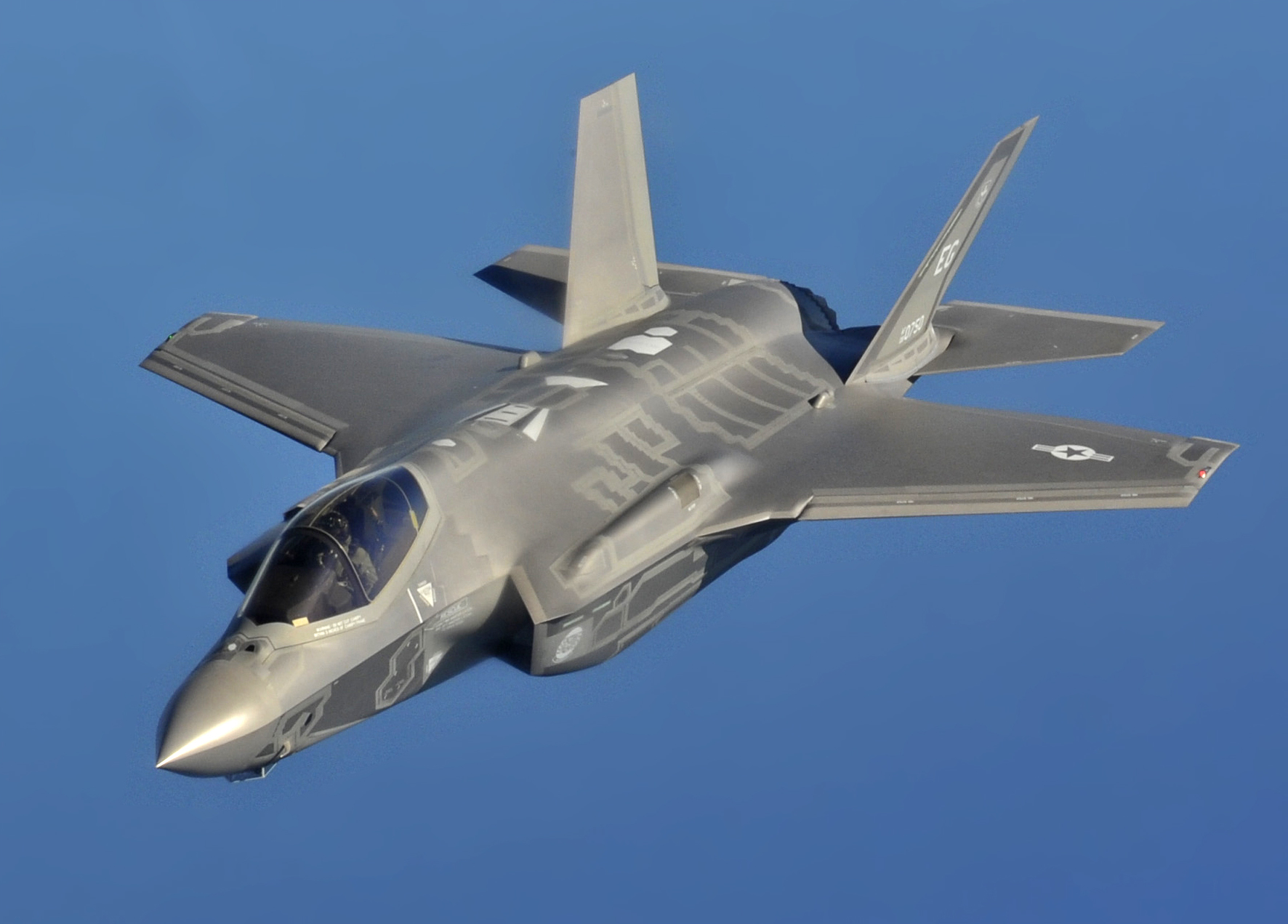
F-35A, aeronavă americană de luptă

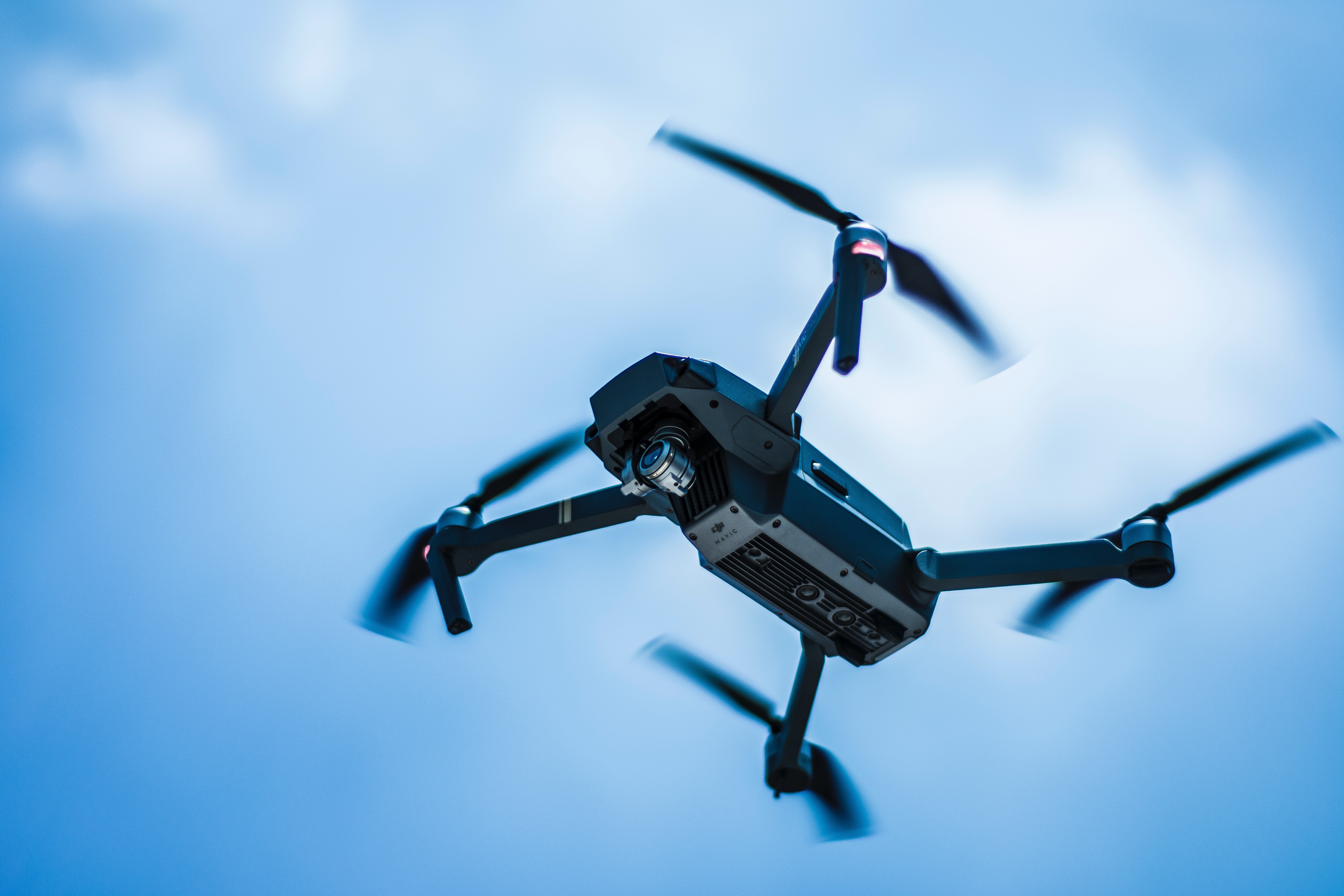
Dronă Mavic Pro

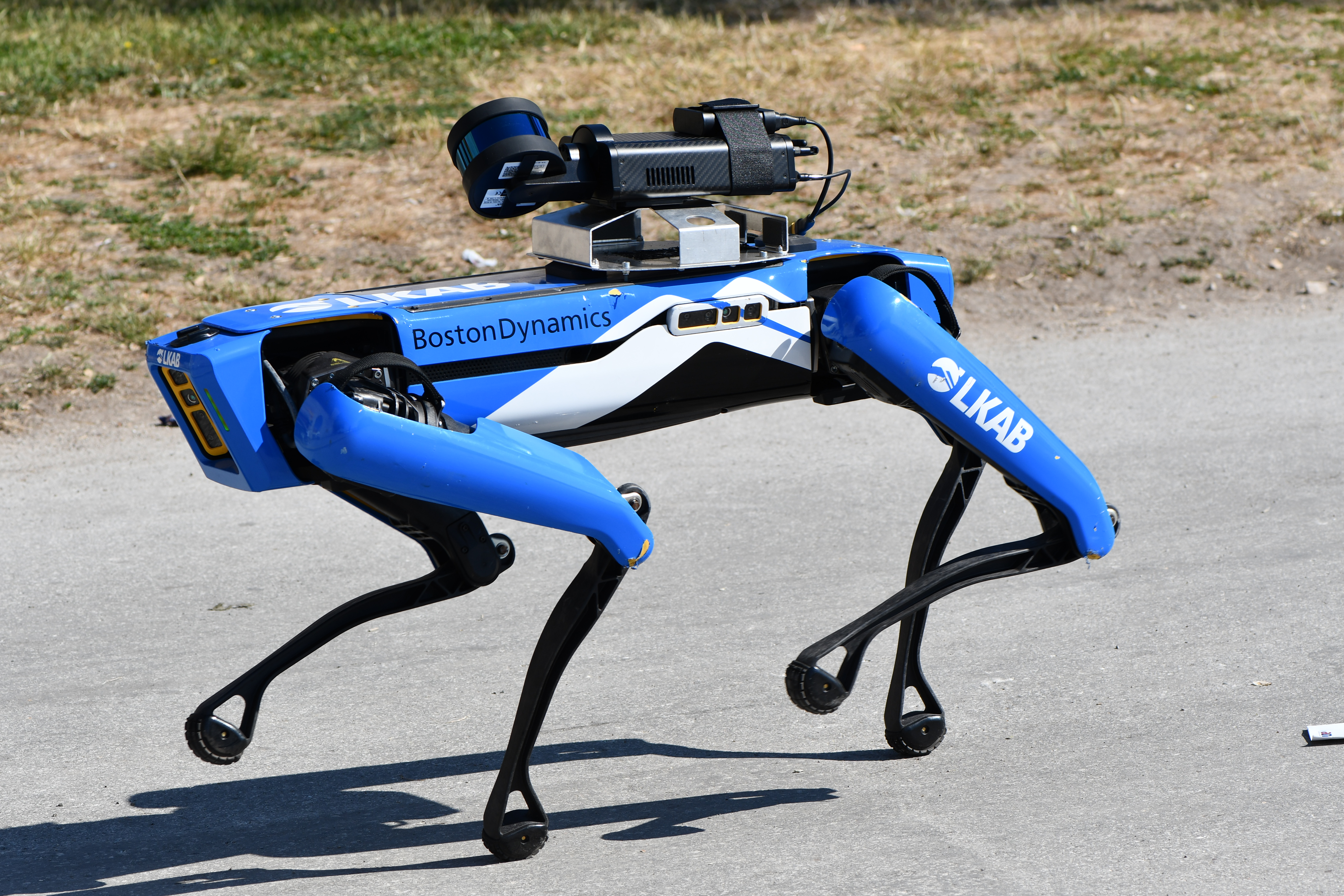
Robotul SpotMini, fabricat de Boston Dynamics

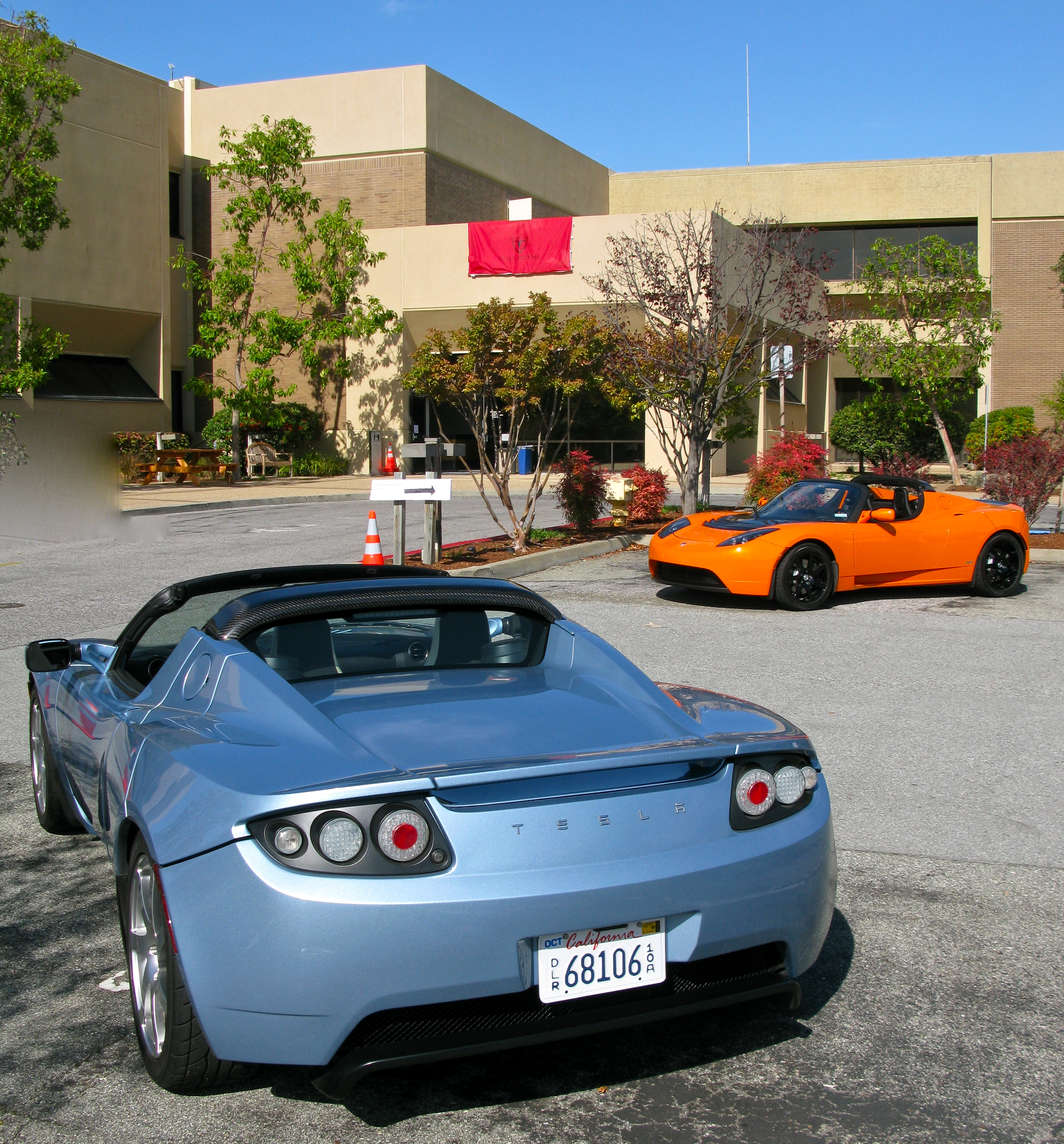
Automobile electrice produse de Tesla

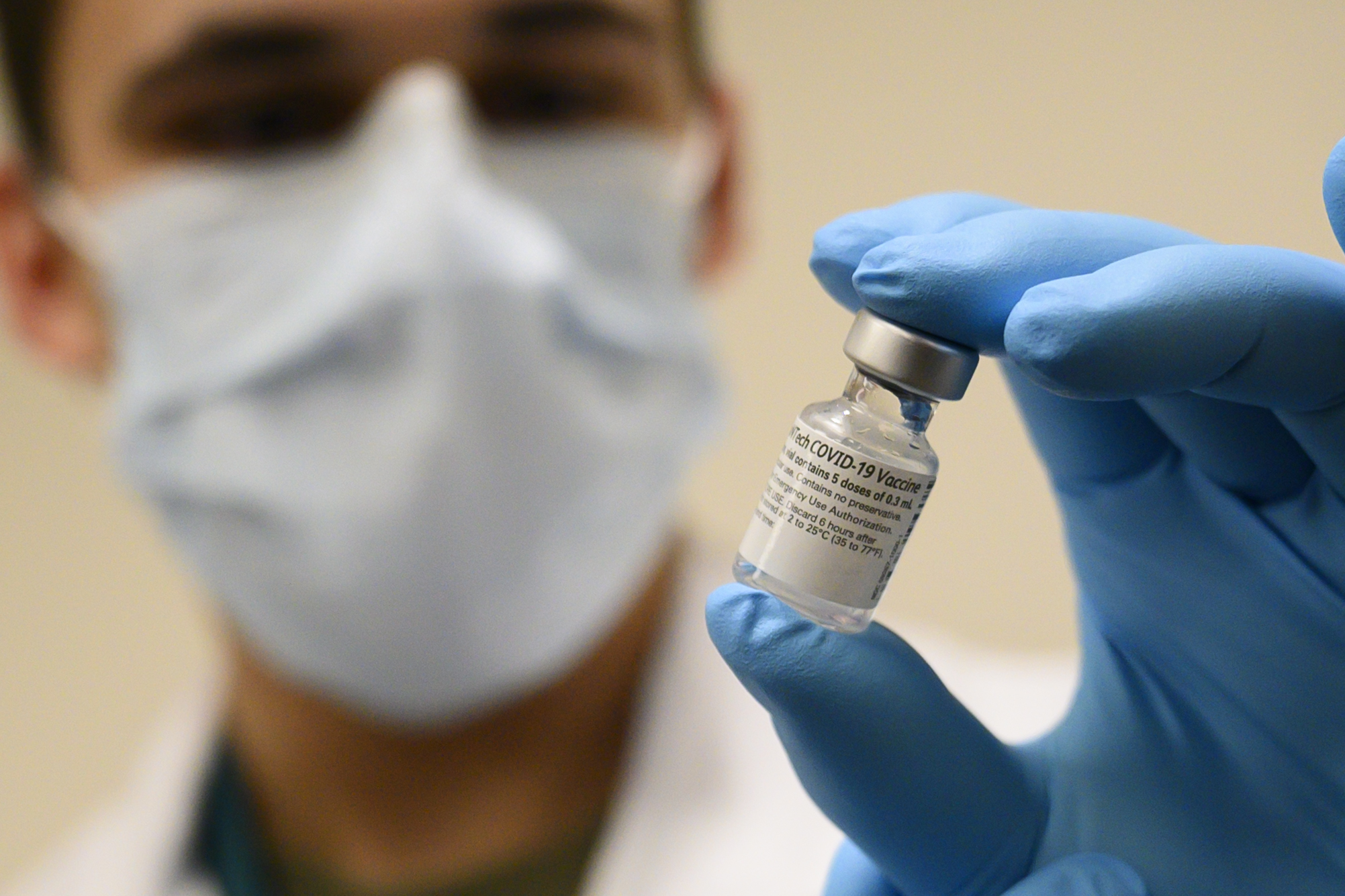
Medic purtând mască sanitară în timp ce administrează o doză Pfizer-BioNTech prin vaccinarea împotriva coronavirusului

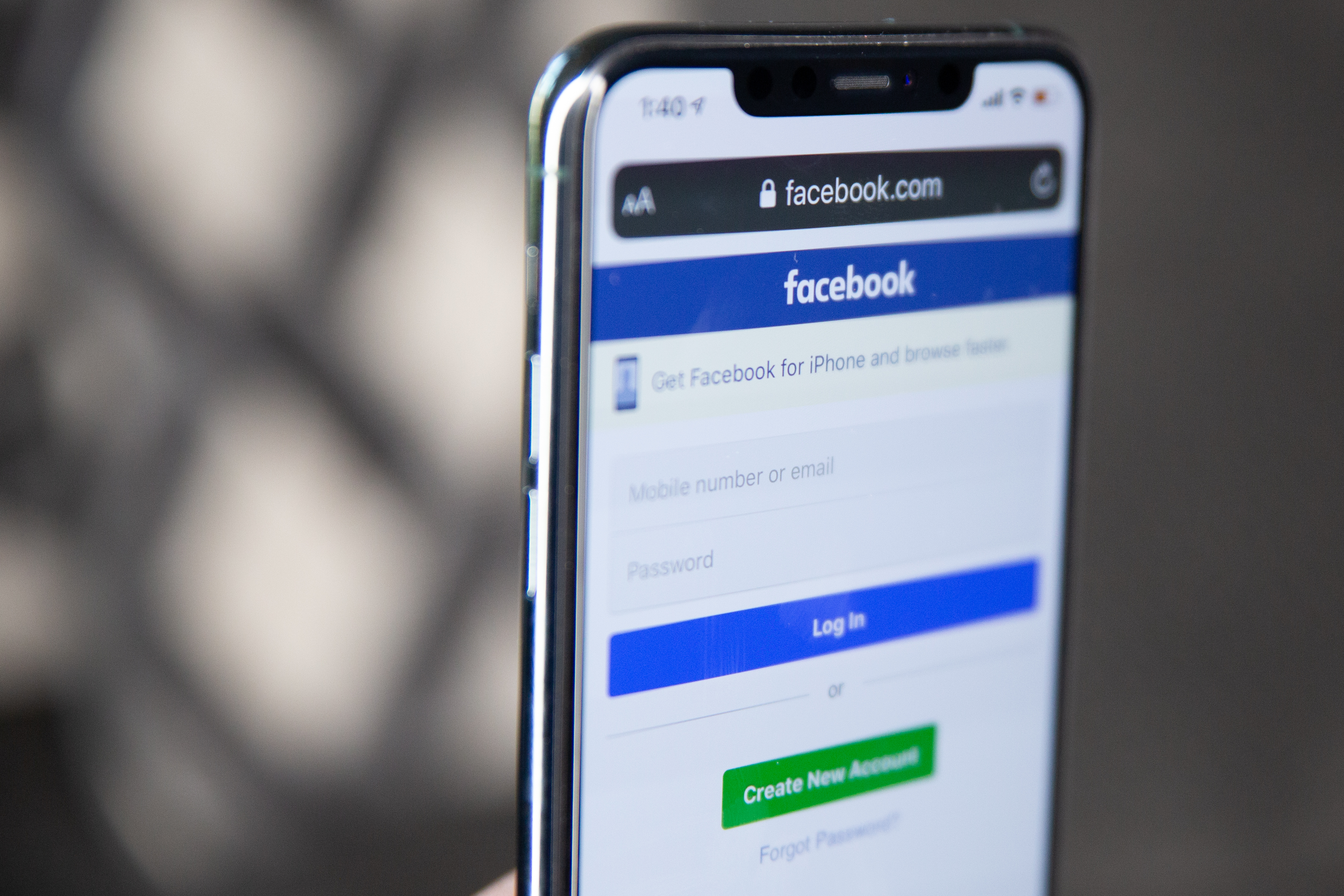
Interfața unui telefon inteligent iPhone cu platforma de socializare Facebook activată

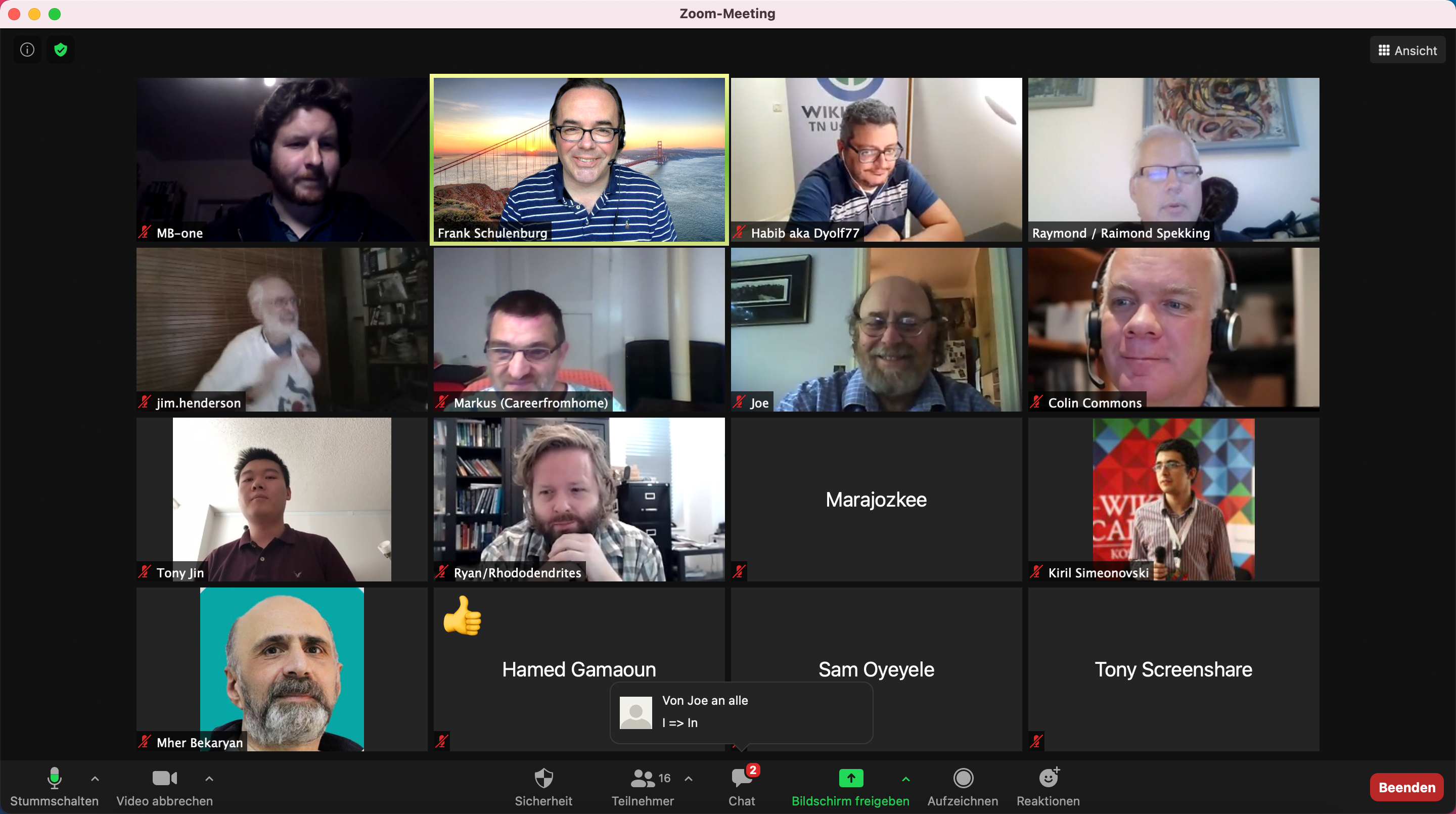
Ședință în format video prin ZOOM

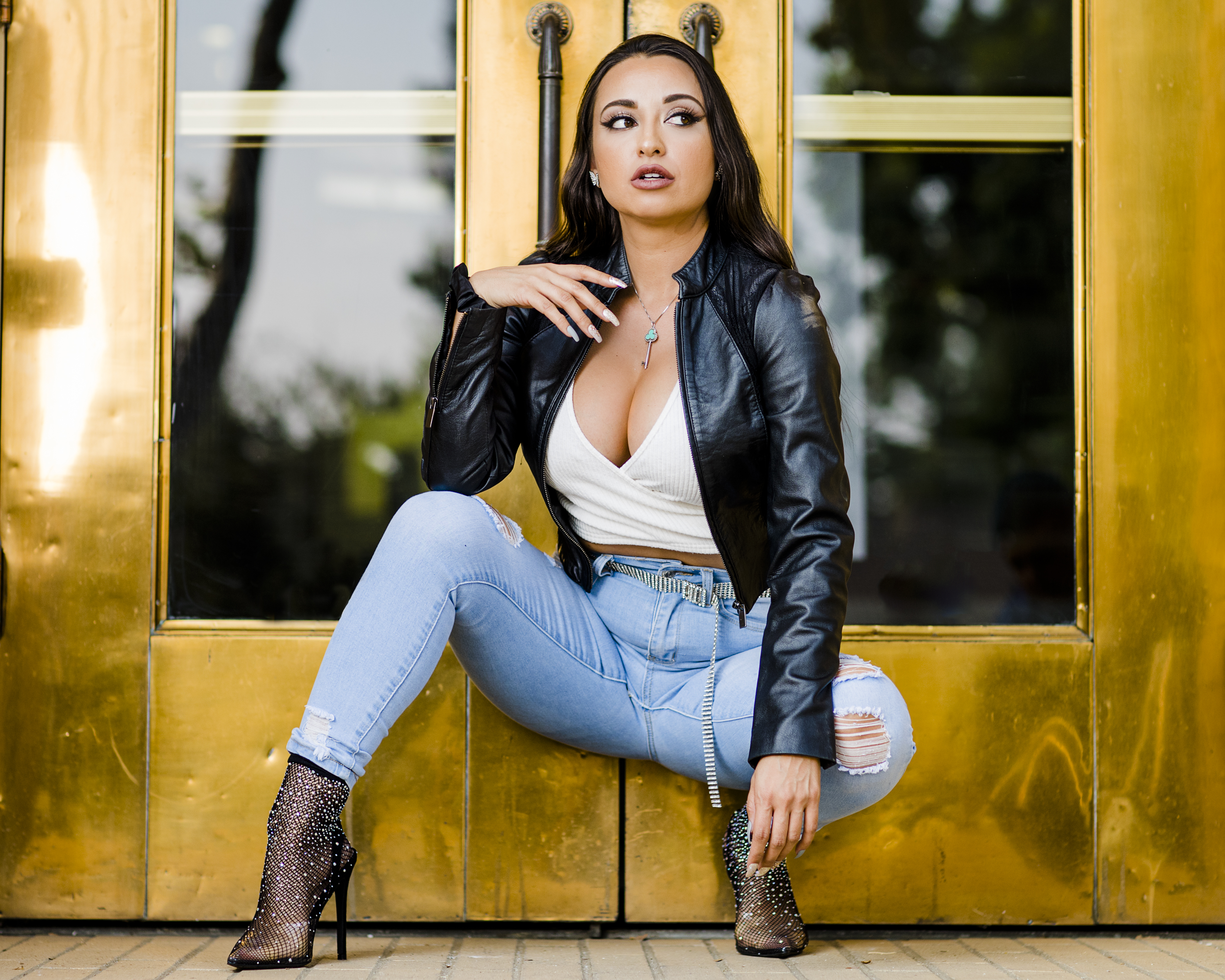
Moda feminină în anii 2020

La începutul anilor 2000, Statele Unite ale Americii erau unica superputere globală, fiind cel mai mare câștigător al celor două războaie mondiale și al Războiului Rece din secolul XX, având cele mai avansate forțe aviatice și navale. 
Dar după două decenii, supremația sa este contestată de puteri emergente precum Republica Populară Chineză, considerată în prezent cea mai mare putere economică datorită producției industriale și o superputere emergentă cu cea mai mare armată terestră (2.035.000 militari), precum și de Federația Rusă care este deținătoarea a celui mai mare teritoriu de pe suprafața terestră și a celui mai mare arsenal balistic și nuclear (5.508 de rachete nucleare).Cursa înarmării a sporit de la mijlocul anilor 2010 și a luat amploare la începutul anilor 2020, fiind reaprinsă teama de izbucnirea unei conflagrații mondiale la 30 ani de la prăbușirea Uniunii Sovietice și încetarea Războiului Rece. 
Începutul secolului a fost marcat de începerea mandatului președintelui republican George W. Bush al Statelor Unite pe fondul creșterii economiei globale, ascensiunii corporațiilor în industria informatică (ca Microsoft, Apple, Oracle, Nvidia, Intel, Google, Tencent, Sony, Samsung și Amazon) și răspândirea consumerismului de tip american în țările emergente, mai ales în fostele țări comuniste. Creșterea economică a încetinit din cauza crizei financiare globale din 2007-2008, dar alte întreprinderi private s-au ridicat în domenii noi, precum rețele de socializare (Meta, Twitter, TikTok),  inteligența artificială (OpenAI care a produs ChatGPT), fabricarea de drone (DJI) și industria automobilelor electrice (Tesla, Inc.).  
Preocuparea pentru combaterea terorismului a crescut după atacurile din Statele Unite (Atentatele din 11 septembrie 2001) coordonate de al-Qaida și Europa de Vest (Atentatele teroriste de la Paris din noiembrie 2015) coordonate de ISIS, mișcări fundamentaliste. Intervenția NATO în Afganistanul condus de regimul taliban, intervenția coaliției condusă de SUA împotriva Irakului controlat de dictatorul Saddam Hussein și căderea unor regimuri dictatoriale din Egipt, Yemen, Tunisia și Libia pe durata Primăverii Arabe au dus la războaie civile (Siria) și instabilitate politică în Orientul Mijlociu și Apropiat, precum și crize de refugiați în Europa.    
În 2014, Federația Rusă condusă de Vladimir Putin a anexat Crimeea de la Ucraina, iar pe 24 februarie 2022,  a declanșat cea mai mare ofensivă militară convențională din Europa de la al Doilea Război Mondial, rezultând o altă criză de refugiați și perturbări ale comerțului global.    Creat în 1948 din secolul anterior, statul israelian încă se află în conflict cu mișcările palestiniene Hamas și Hezbollah, dar și cu Iran al cărui program nuclear provoacă îngrijorări. 
În ultima parte a anilor 2010 și în prima parte a anilor 2020, Războiul din Nagorno-Karabah, Războiul Civil Sirian, Războiul Ruso-Ucrainean și Războiul Israel-Hamas din 2023 au devenit primele conflicte la care s-au folosit drone la scară largă.  
În primele două decenii ale secolului XXI, 45% din populația globală trăiește într-o „formă de democrație” (precum Turcia condusă de Recep Tayyip Erdoğan, Ungaria condusă de Viktor Orban și India condusă de Narendra Modi), în vreme ce numai 8% trăiește într-o formă de democrație deplină (Danemarca fiind prima din topul celor mai libere țări). Restul populației trăiește sub regim totalitar sau autoritar (Coreea de Nord condusă de Kim Jong Un din 2011, Iran condusă de Ali Khamenei din 1989, China condusă de Xi Jinping din anul 2012, Rusia condusă de Vladimir Putin din anul 2000).   
Populația globală a crescut la 7 miliarde de oameni în 2011, și la 8 miliarde în 2023, iar populația Indiei de 1,425,775,850 de oameni a depășit-o pe cea a Chinei de 1,409,670,000. Organizația Națiunilor Unite estimează că în 2050, populația globală va crește la 9.7 miliarde de oameni și la 10,4 miliarde în anii 2080, iar două treimi din aceasta va trăi în mediul urban.  
Uniunea Europeană s-a extins în secolul XXI, adăugând încă 13 noi state membre din estul Europei, însă Regatul Unit s-a retras din cea mai mare organizație economică. Multe dintre statele membre UE au introdus Euro ca monedă de circulație internațională, renunțând la monedele naționale. Organizația Tratatului Atlanticului de Nord s-a extins la rândul său, ajungând la un număr de 32 de state membre în contextul amenințării Federației Ruse asupra Europei de Est și planării pericolului izbucnirii celui de-al Treilea Război Mondial după invazia Ucrainei. Analiștii și jurnaliștii vorbesc despre Al Doilea Război Rece, un termen care se referă la o creștere a tensiunilor politice, sociale, informaționale și militare în secolul XXI.
Secolul al XXI-lea a marcat răspândirea ideilor progresiste, precum corectitudinea politică, multiculturalismul și promovarea diversității și luptei împotriva rasismului, prin venirea unor lideri politic de culoare la conducerea guvernelor din țări dezvoltate populate majoritat de albi: președintele democrat Barack Obama al Statelor Unite în 2008  și prim-ministrul conservator Rishi Sunak al Regatului Unit al Marii Britanii, primul cu origini indieni și de religie hindusă.
De asemenea, cel de-al patrulea val al feminismului s-a născut la mijlocul anilor 2010 și a continuat până în anii 2020, persoane de sex feminin ajungând la conducerea unor guverne sau organizații: Angela Merkel, cancelarul Germaniei, Dilma Rousseff - președintele Braziliei, Giorgia Meloni - prim-ministrul Italiei, Sanna Marin - prim-ministrul Finlandei, Julia Gillard - prim-ministrul Australiei, Maia Sandu - președintele Republicii Moldova,  Cristina Fernández de Kirchner - președintele Argentinei, Helen Clark - prim-ministrul Noii Zeelande, Viorica Dăncilă - prim-ministrul României, Park Geun-hye - președintele Coreii de Sud, Ursula von der Leyen - președintele Comisiei Europene. Mai puțin de o treime din statele membre ONU au avut vreodată un lider de sex feminin.
La mijlocul anilor 2010, în Europa are loc ascensiunea mișcărilor și partidelor naționaliste, eurosceptice și populiste de extrema dreaptă care se opun normelor europene, precum primirea refugiaților și căsătoriile între persoanele de același sex. În noiembrie 2016, miliardarul republican fără experiență politică Donald Trump este ales președintele Statelor Unite după ce a făcut o serie de promisiuni populiste: „va construi zidul cu Mexicul”, va anihila terorismul islamic fundamentalist și va confrunta China pe care a acuzat-o de spionaj și furt tehnologic.
Efectele încălzirii globale și creșterii nivelului mărilor și oceanelor de pe urma topirii calotelor glaciare de la poli au agravat crizele ecologice, cu dispariția a opt insule între anii 2007 și 2014.
ONU, dar și alte organizații ecologiste, au estimat că distrugerea ecosistemelor și poluarea ar putea duce la criza resurselor și colapsul biodiversității la mijlocul secolului XXI. Conform unei proiecții din 2014 a OMS, schimbările climatice sunt cel mai probabil să provoace 250.000 de decese anual între 2030 și 2050. Mai multe mișcări pentru protecția mediului au advocat pentru limitarea emisiilor de carbon și promovarea energiei verzi, iar multe state au introdus noi legi. Pe 22 aprilie 2016,  195 de state au semnat Acordul de la Paris, angajându-se să reducă emisiile de carbon. La nivel global, aproximativ 1 din 7 mașini noi vândute în 2022 au fost electrice. 
Între ianuarie 2020 și mai 2023, Pandemia de COVID-19 s-a răspândit rapid în toată lumea, ucigând peste 15 milioane de persoane și cauzând restricții temporare de circulație, inflație și cea mai mare recesiune globală de la Marea Depresiune. 
Tulburările psihice (anxietatea, depresia), dependența de droguri, afecțiunile cauzate de sedentarism și obezitate și dezinformarea cauzată de știri false au fost tot mai mult luate în serios pe măsură ce s-au proliferat accesul la internet prin dispozitivele portabile, precum telefoanele inteligente (iPhone produs de Apple din 2007) care au schimbat stilul de viață. Mai mult de jumătate din populația lumii are acces la internet potrivit datelor din 2018. 
În 2024, numărul actual de utilizatori de telefoane inteligente la nivel mondial este de 4,88 miliarde, ceea ce înseamnă că 60,42% din populația lumii deține un telefon inteligent cu acces la internet.  
Pe 5 noiembrie 2024, Donald Trump a fost ales pentru a doua oară președinte al Statelor Unite ale Americii, fiind învestit la 20 ianuarie 2025. El s-a arătat interesat de alăturarea Canadei ca al 51-lea stat al Statelor Unite ale Americii.
Pe plan științific și tehnologic, se fac progrese în inginerie genetică, secvențierea ADN-ului uman,  tratarea cancerului, celule stem, vaccinurile antivirale, nanotehnologie și în industria producătoare de proteze controlate cu gândul.  
Agențiile aerospațiale ca NASA, dar și întreprinderile private ca SpaceX, intenționează să colonizeze Luna până în 2030 prin construirea de baze permanente și stație spațială lunară. De asemenea, au ca obiectiv să trimită primii astronauți pe Marte. În secolul XXI-lea, Homo Sapiens ar putea deveni specie multiplanetară dacă astronauții se vor stabili permanent pe cea de-a patra planetă de la Soare.

## Știință și tehnologie

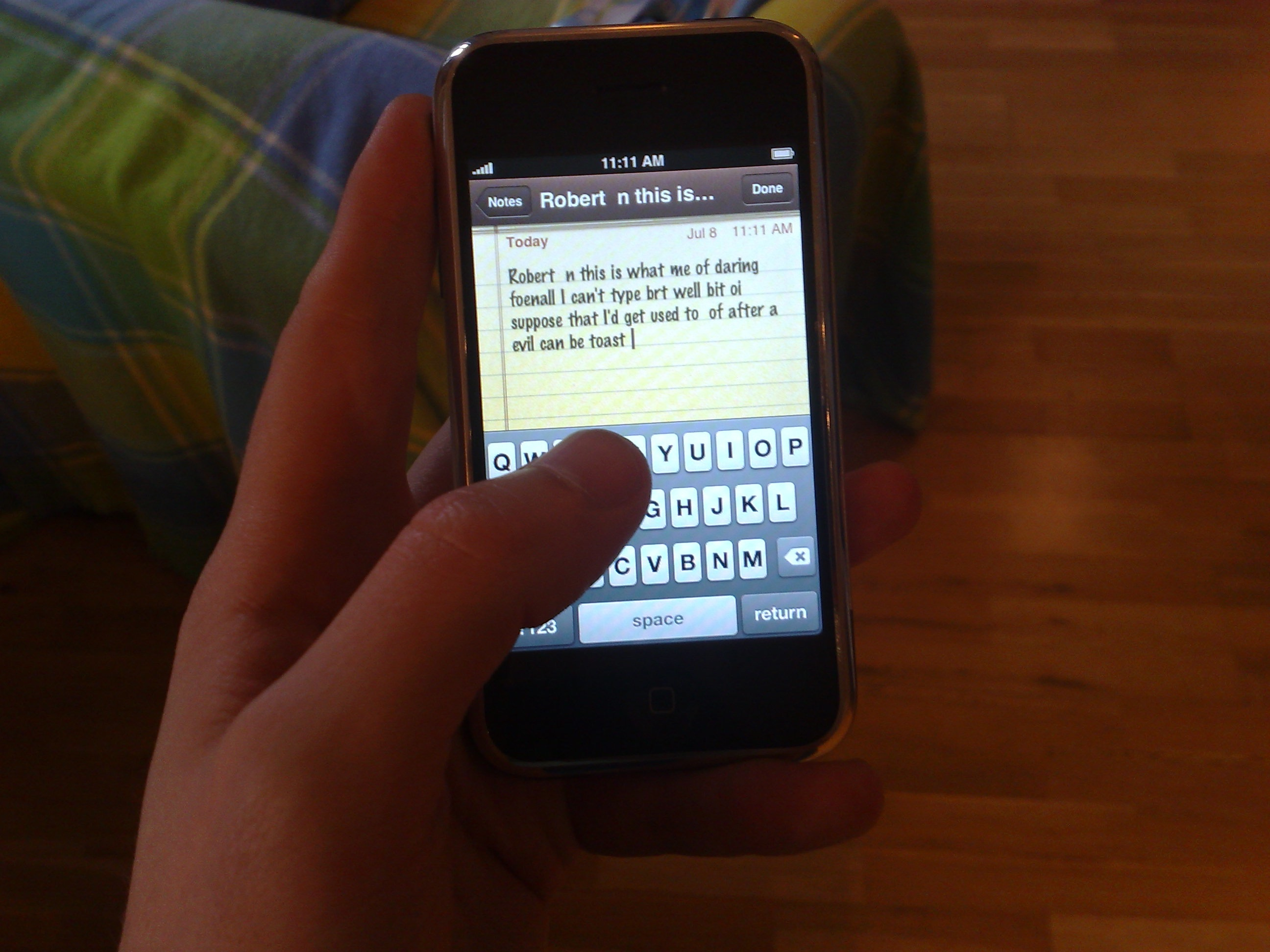
Un model de iPhone de prima generație

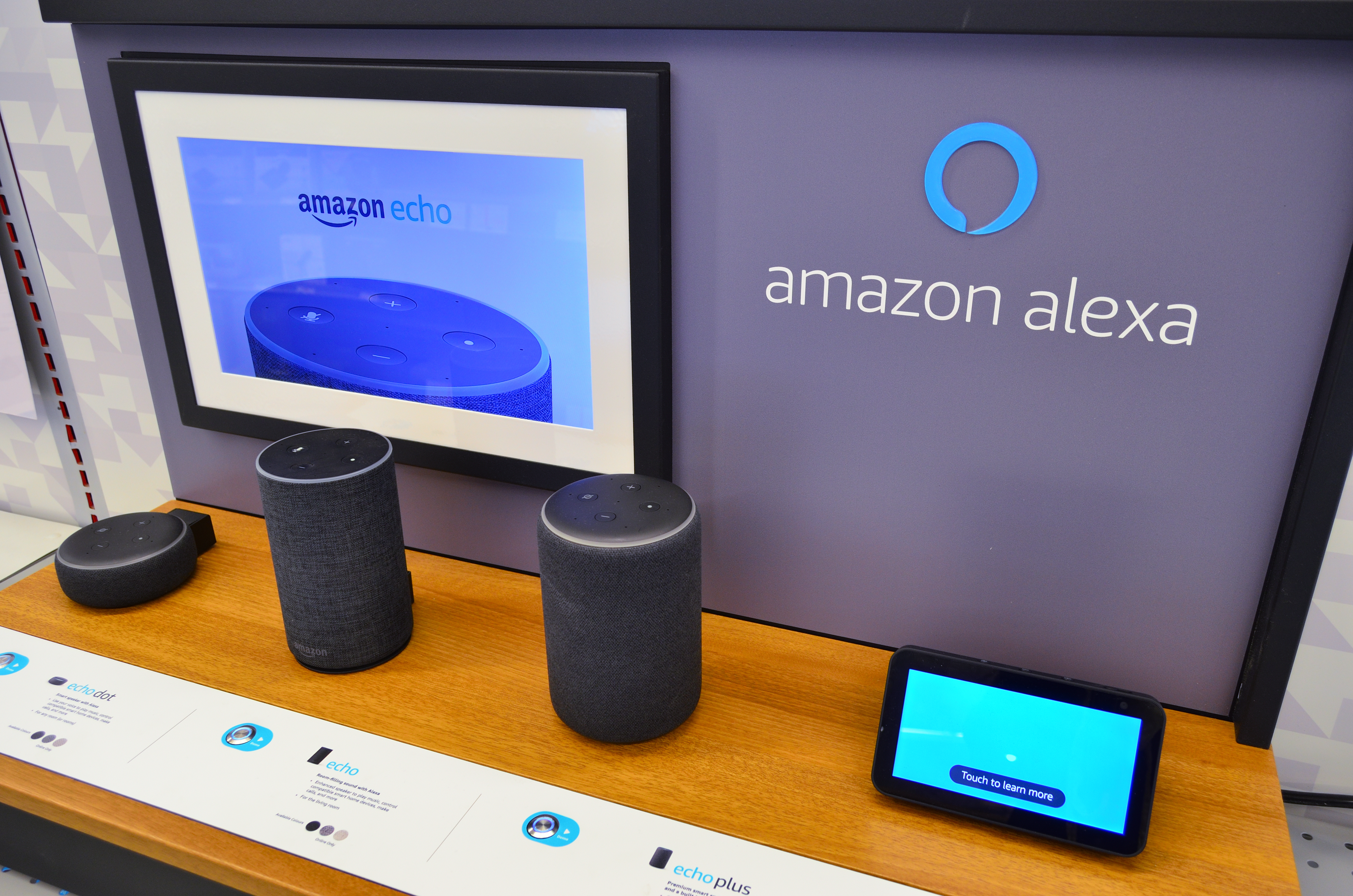
Alexa - asistent vocal de la Amazon

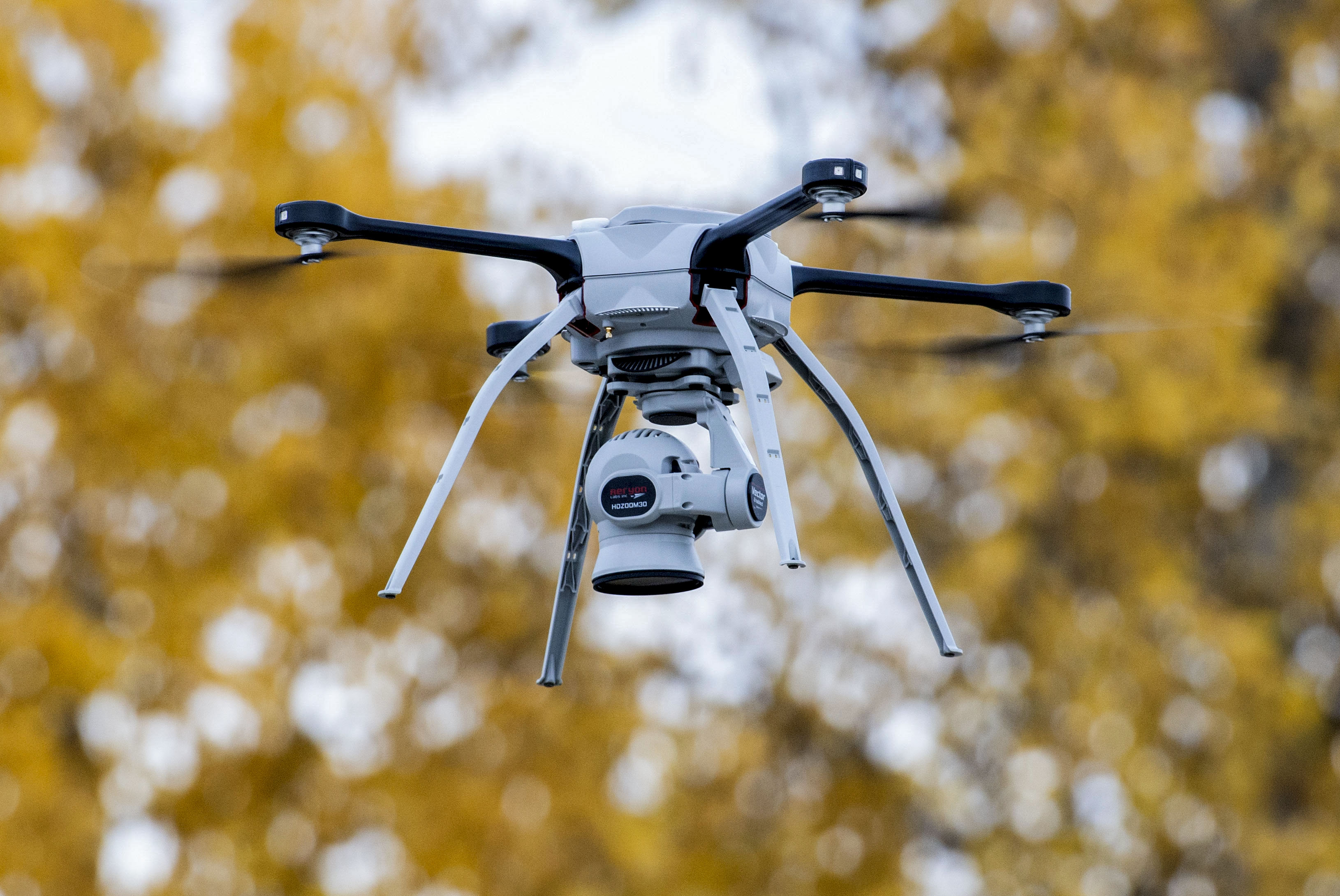
Drona

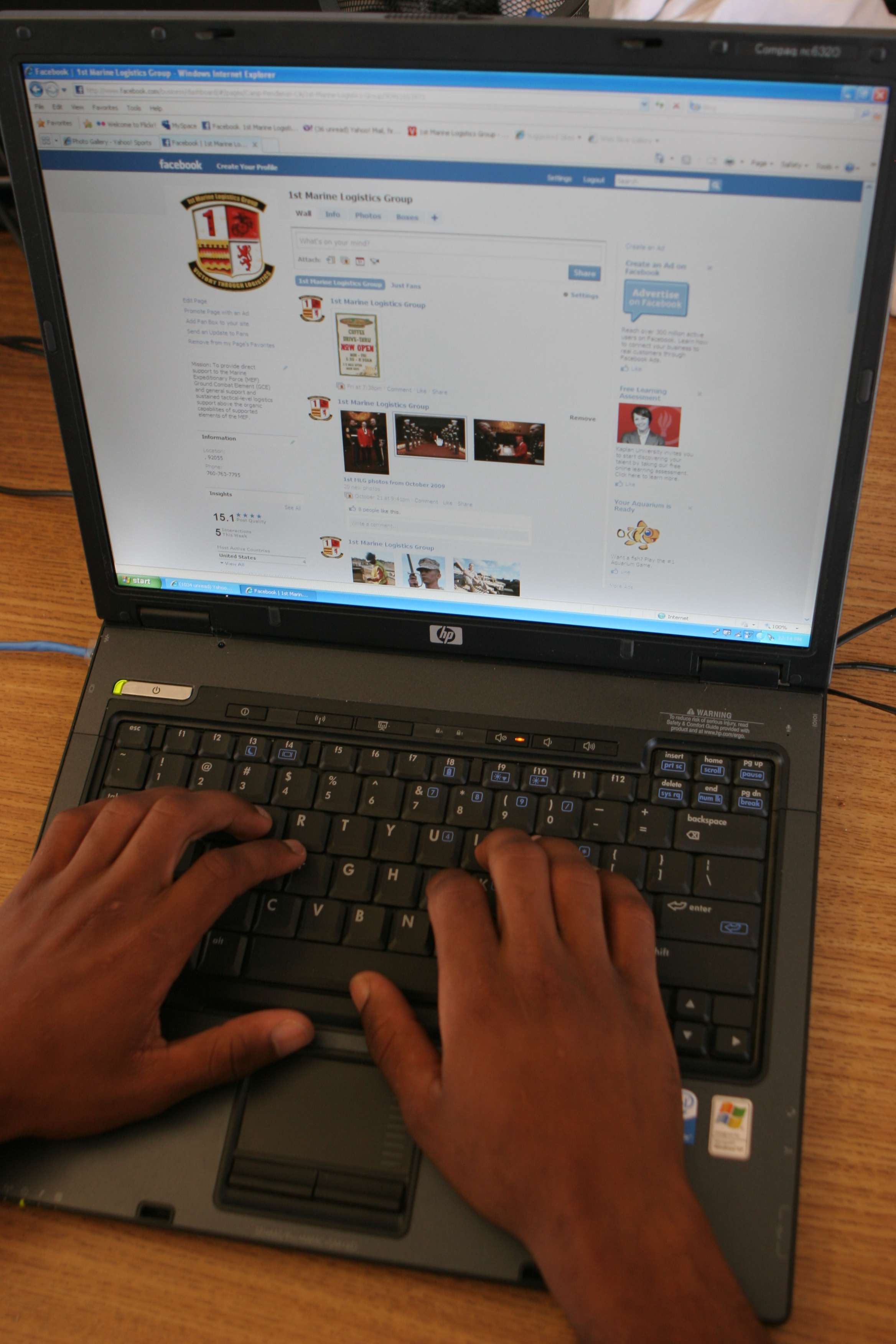
Un utilizator accesează o pagină de Facebook

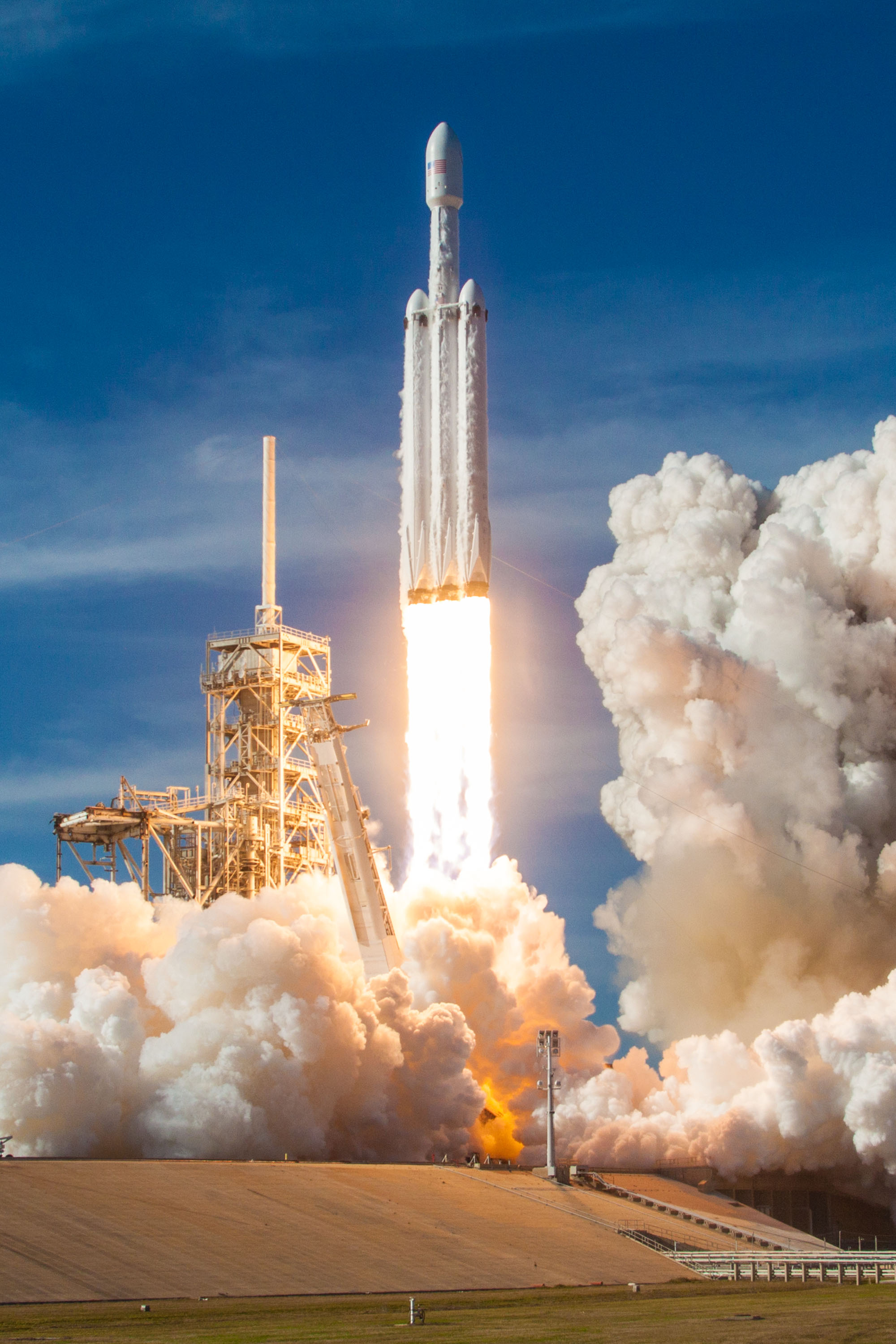
Lansarea rachetei Falcon Heavy în spațiu, fabricată de SpaceX

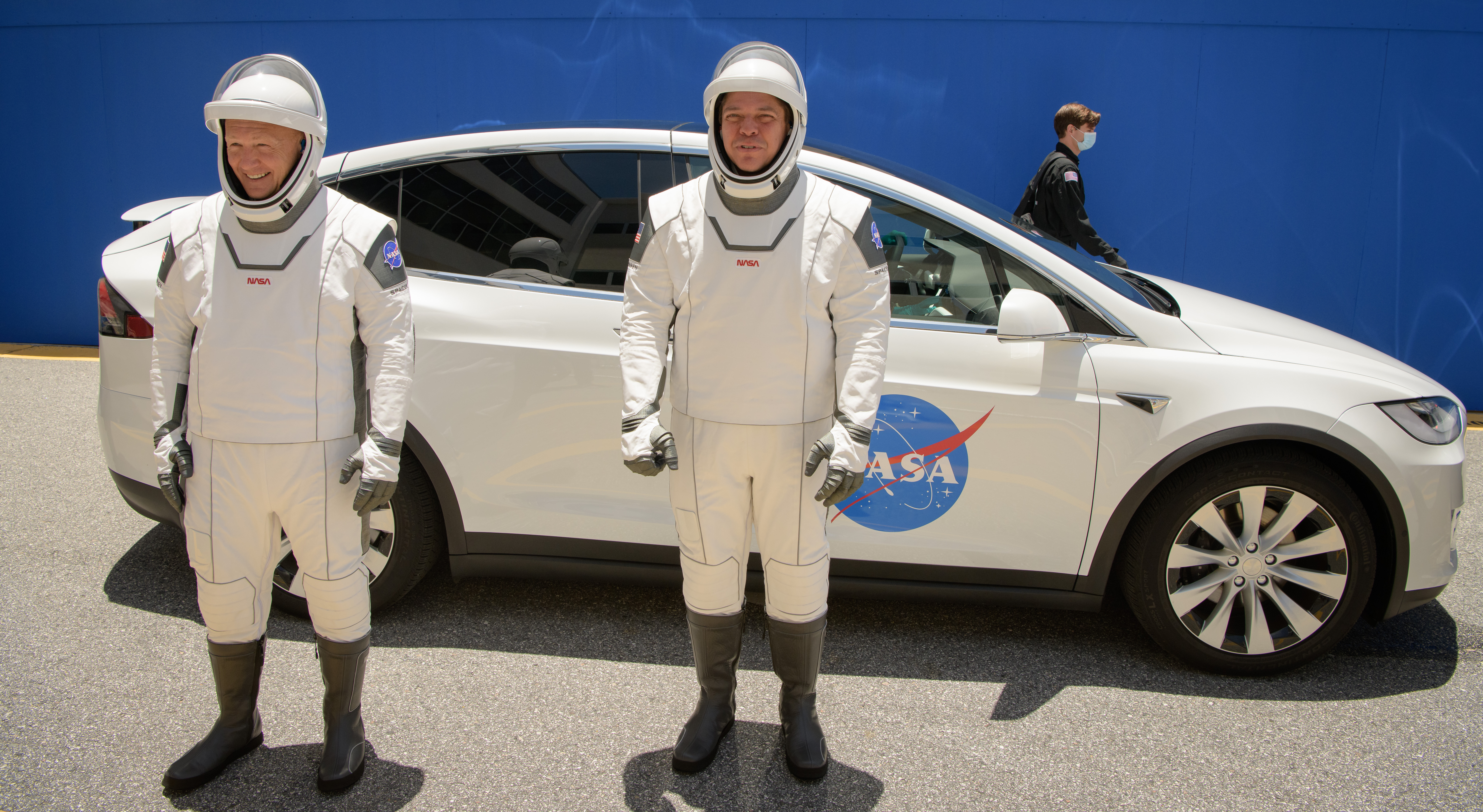
Astronauții NASA coborând dintr-o mașină electrică, Tesla Model X

- În noiembrie 2018, în China, a început o nouă eră biologică - s-a născut primul copil modificat genetic.
- Ingineria genetică a luat amploare, ducând la modificări demografice și chiar la diminuarea bolilor în rândul populației umane. Femeile fac apel tot mai des la avort, anticoncepționalele, iar oamenii au devenit tot mai pretențioși  la selectarea partenerilor sexuali. În țările din Asia de Sud-Est, tot mai puține fete se nasc, părinții având preferința de a naște băieți.
- Anxietatea și depresia, provocate de stresul mediului urban, au devenit bolile psihice ale secolului XXI, tot mai mulți americani și asiatici apelează la sinucideri. O altă afecțiune gravă din acest secol este sedentarismul, care duce la creșterea obezității în rândul populației, perpetuată de consumul excesiv de alimente nesănătoase.
- Oamenii folosesc tot mai des dispozitivele electronice pentru a se informa și comunica pe cale virtuală. Telecomunicațiile au devenit mai avansate, 55% din populația globală are acces la Internet, iar 67% dețin cel puțin un telefon mobil.
- În anii 2010, inteligența artificială e capabilă de învățare continuă și automată, utilizată proeminent în motorul de căutare Gmail și Google, precum și în domeniul bancar, militar și comercial. Peste 1 miliard de oameni au conturi active pe rețelele de socializare ca Facebook și Twitter.
- Site-uri ca Amazon sau Alibaba au devenit cele mai mari piețe online, cu cele mai multe tranzacții și vânzări de comenzi online. Numărul șoferilor care se deplasează cu automobile electrice (care funcționează cu baterii și nu cu combustibili fosili poluanți) a crescut semnificativ în primele două decenii, numai în anul 2019 fiind achiziționate 2 milioane de exemplare.
- 14% din populația globală încă nu are acces la electricitate.
- În ce privește explorarea spațiului, Dennis Tito a devenit primul turist spațial, începând era turismului spațial comercial. Antreprenori ca Elon Musk cu intreprinderi private ca SpaceX au făcut progrese privind explorarea, colonizarea și turismul spațial. SpaceX a devenit în 2020 prima companie privată care a trimis astronauți NASA în spațiu spre Stația Spațială Internațională.
- În 2019, China a lansat prima ambarcațiune spațială pe partea întunecată a Lunii. India a făcut progrese, trimițând două module pe Lună.

## Cultură
- Războaiele și crimele violente încă reprezintă o problemă pe plan global, însă rata acestora s-a diminuat în comparație cu secolul XX. Începutul secolului XXI a cunoscut o perioadă de pace relativă între marile puteri.
- Sărăcia și foametea sunt încă răspândite la nivel global, dar tot mai puțini oameni trăiesc în sărăcie extremă. În 2015, doar 10% din populația globală mai suferă de foamete și sărăcie extremă.
- Scandalul datelor Facebook-Cambridge Analytica, dar și infracțiunile virtuale de tip hărțuire sexuală digitală, știrile false, furtul și prelucrarea datelor, propaganda, trollingul, au atras atenția autorităților care au început să reglementeze efectele negative ale rețelelor de socializare asupra utilizatorilor.

## Populația și urbanizarea
- La începutul secolului XXI, planeta era populată de 6,1 miliarde de oameni. Populația planetei a ajuns la 7,7 miliarde de locuitori spre finalul celui de-al doilea deceniu, în ianuarie 2019. Se estimează că populația va crește la 8,6 miliarde de oameni în 2030, și la 9,8 miliarde în 2050. Conform unor previziuni făcute de Națiunile Unite, 60% din populația umană va trăi în mega-orașe și megalopolisuri în 2030. Procentul va crește la 90% în 2080.
- Speranța de viață a crescut, iar mortalitatea infantilă a scăzut. Un copil născut în anul 2016 va putea trăi 72 ani, cu 26 ani mai mulți decât un copil născut în anul 1950. Zeci de milioane de asiatici și europeni ar putea trăi 100 de ani sau chiar mai mult din cauza creșterii confortului și accesului la sistem medical avansat.
- Însă schimbările climatice ne atrag atenția că am putea asista la cea de-a șasea extincție, denumită extincția Holocen, din cauza degradării habitatelor naturale și a biosferei ca rezultat al activității umane.

### Economia și educația
- Economic și politic, Statele Unite ale Americii și Uniunea Europeana erau puterile dominante la începutul secolului XXI, dar după 2010, China a devenit o superputere emergentă, având cea mai mare putere economică. În ce privește paritatea puterii de cumpărare, India a depășit Japonia în 2011.

- Automatizarea și computerizarea, cu toate ca ușurează și eficientizează producția, ducând la o creștere economică semnificativă, au un impact negativ asupra locurilor de muncă care au cerințe minime precum liceul. Mulți angajați umani ajung înlocuiți de roboți și aplicații software. Dar Forumul Economic Mondial a prevestit ca 65% din copiii din școlile primare de azi vor avea locuri de muncă care în prezent nu există. De asemenea, a crescut vârsta de pensionare din cauza creșterii speranței de viață și îmbunătățirii stilului de viață.

## Politică și războaie

### Anii 2000
- 2001: 

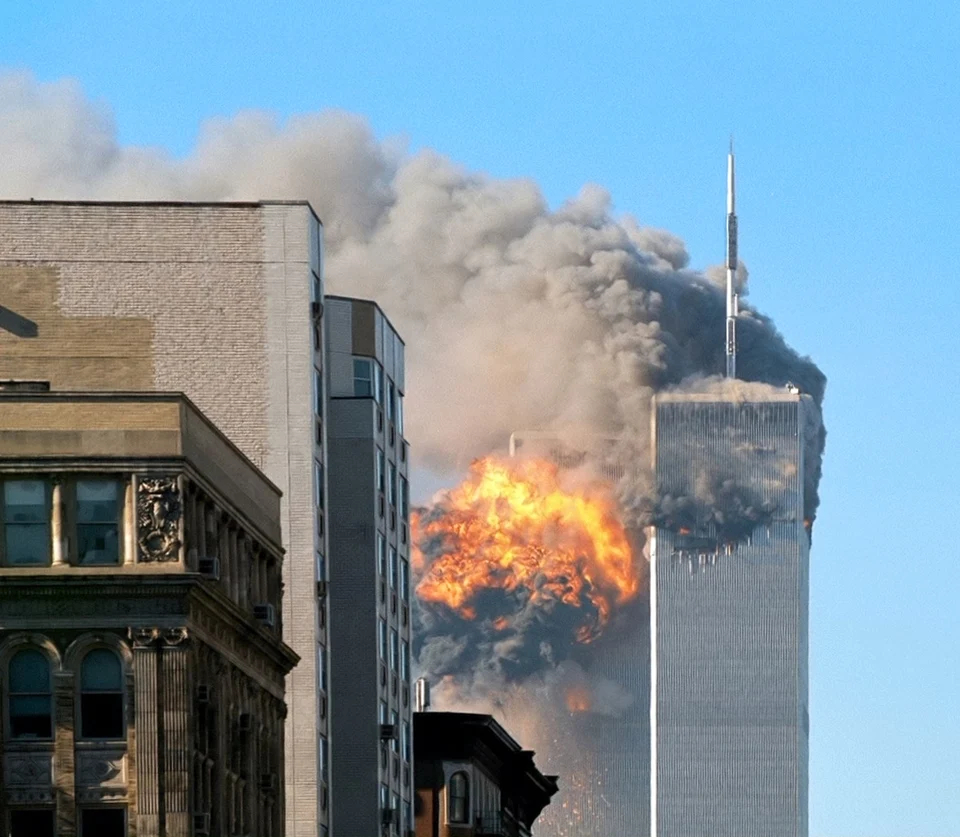
World Trade Center în timpul atentatului de la 11 septembrie 2001 în Statele Unite ale Americii

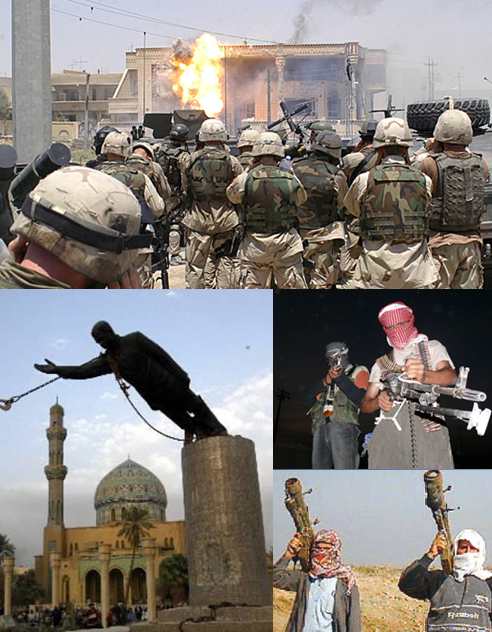
Războiul din Irak

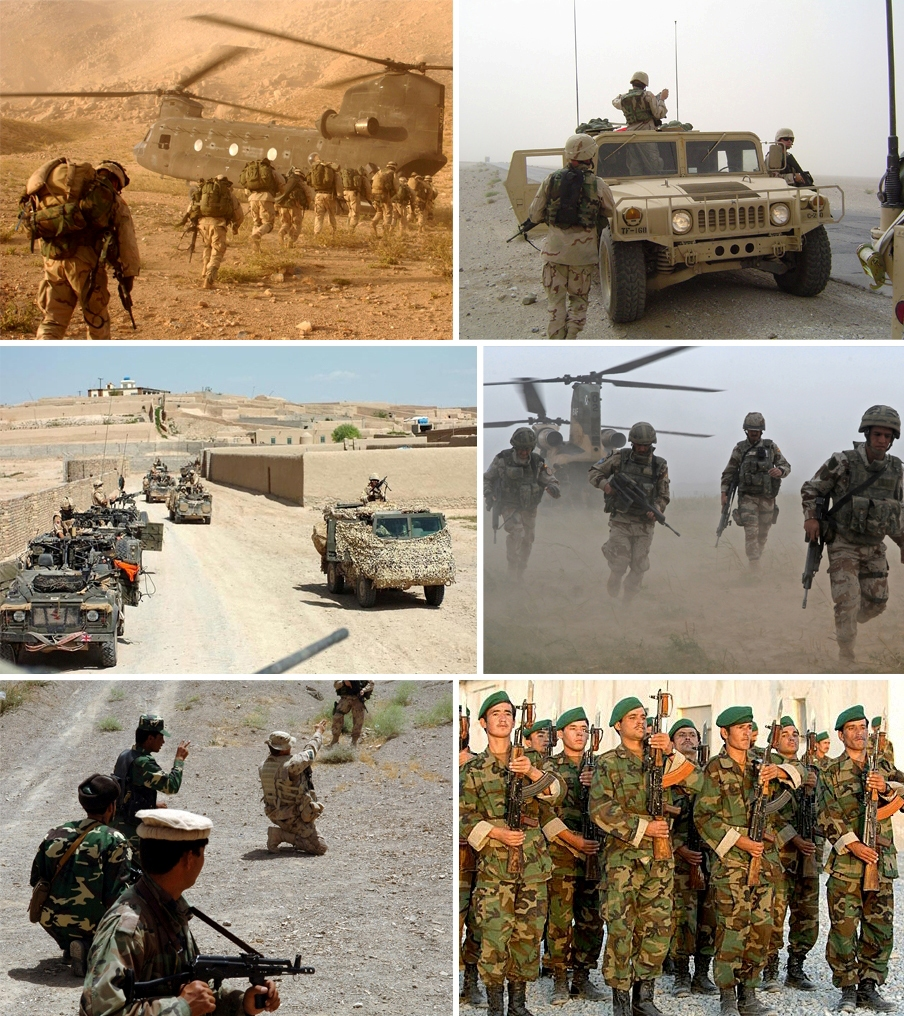
Războiul din Afghanistan

  - George W. Bush a devenit al 43-lea președinte al Statelor Unite.
  - Olanda devine prima țară din lume care legalizează căsătoriile dintre persoanele de același sex.
  - Teroriștii al-Qaida au deturnat patru avioane comerciale și au intrat în coliziune cu clădiri importante, două avioane în ambele turnuri gemene World Trade Center, unul în Pentagon și unul s-a prăbușit într-un câmp în Shanksville, Pennsylvania din Statele Unite pe 11 septembrie, provocând moartea a aproape 3.000 de oameni. Statele Unite au declarat, ulterior, un război împotriva terorismului.
  - 2001-prezent: SUA și NATO, au invadat Afganistanul la 7 octombrie 2001, și au răsturnat guvernul talibanilor care susțineau al-Qaida.
  - După 15 ani de negocieri, China este admisă în Organizația Mondială a Comerțului.
- 2002: 
  - Curtea Penală Internațională (CPI) a fost înființată la 1 iulie.
  - Bancnotele și monedele euro au fost introduse în 12 țări ale Uniunii Europene.
  - La 10 septembrie, Elveția devine membru al ONU.
  - După o lungă perioadă de ocupație, Timorul de Est devine membru al Națiunilor Unite.
  - O serie de bombardamente efectuate de către militanții islamici a ucis 202 de oameni de la stațiunea Kuta, Bali, Indonezia, la 12 octombrie.
- 2003:
  - 2003-prezent: În februarie 2003, un conflict în Darfur, Sudan a degenerat în plin război la scară mare; 400.000 de persoane au fost ucise și peste 2,5 milioane strămutați.
  - 2003-2010: Coaliția condusă de SUA a invadat Irakul în data de 20 martie 2003, și a răsturnat regimul lui Saddam Hussein (care a fost executat de către guvernul irakian la 30 decembrie 2006). Numărul estimat al morților este de 150.000.
  - 2003-2005: O serie de proteste non-violente cunoscute sub numele de revoluții în culori a răsturnat guvernele din Georgia, Ucraina, Kârgâzstan și Liban.
- 2004: 
  - Uniunea Europeană s-a extins cu 10 de țări (8 țări foste comuniste, plus Malta și Cipru).
  - La data de 11 martie, bombardamentele efectuate de către militanții islamici au ucis 191 de persoane la sistemul feroviar de navetiști din Madrid, Spania.
  - Șapte țări est-europene, printre care și România, devin membre oficiale ale NATO.
  - Fostul președinte al SUA, Ronald Reagan, moare, după ce a suferit de boala Alzheimer.
  - Liderul palestinian, Yasser Arafat, moare la vârsta de 75 de ani, din cauze necunoscute.
- 2005: 
  - După decesul Papei Ioan Paul al II-lea, Joseph Ratzinger devine Papă și este cunoscut sub numele de Benedict al XVI-lea.
  - Angela Merkel este aleasă cancelar al Germaniei, devenind prima femeie care ocupă această funcție.
  - Tulburările civile în Franța. Revoltele au reînnoit dezbaterile privind eșecului Franței de a integra milioane de imigranți.
  - O serie de bombardamente efectuate de către militanții islamici au ucis 56 de oameni în Londra, pe 7 iulie.
  - Israelul s-a retras din Fâșia Gaza, pe 11 septembrie.
- 2006: 
  - 2006-2008: Dezmembrarea fostei Iugoslavii a continuat după ce Muntenegru a câștigat independența la 3 iunie 2006 și Kosovo a declarat independența la 17 februarie 2008. Cu toate acestea, independența Kosovo a fost contestată de Serbia și Rusia.
  - 2006: La data de 12 iulie, militanții Hezbollah au trecut frontiera Libanului și au capturat doi soldați israelieni. Israelul a răspuns prin trimiterea de trupe peste graniță și bombardarea cetăților Hezbollah, în timp ce Hezbollah a tras cu rachete asupra orașelor din nordul Israelului, aproximativ 6 în fiecare zi. La sfârșitul războiului 300-450 de civili libanezi, 600 de militari Hezbollah, 44 de civili israelieni și 121 de soldați israelieni au murit. O încetare a focului a fost semnată pe 14 august, după care trupele israeliene s-au retras din Liban.
  - 2006: La data de 11 iulie, bombe plantate pe sistemul de tren în Mumbai, India, au explodat, omorând 209 de oameni.
  - 2006: Coreea de Nord a efectuat primul test nuclear pe 9 octombrie.
- 2007:
  - Bulgaria și România aderă la Uniunea Europeană.
  - Nepal se transformă în cel mai nou stat democratic din lume, după ce monarhia este răsturnata la 15 ianuarie 2007.
  - Un război civil a escaladat în Fâșia Gaza pe tot parcursul lunii iunie, care a adus Hamas la conducere. Ca reacție, președintele palestinian Mahmud Abbas l-a respins pe prim-ministru Hamas Ismail Haniyeh și a dizolvat Parlamentul Hamas.
- 2008: 
  - Nepal devine cea mai tânără republică prin tranziția de la o monarhie constituțională la o republică socialistă, pe 28 mai.
  - Conflictul armat izbucnit în august 2008 dintre Georgia și Rusia, împreună cu Osetia de Sud și Abhazia pe de altă parte. Rusia a recunoscut oficial independența Abhaziei și a Osetiei de Sud.
  - O serie de atacuri teroriste coordonate de militanți islamici la Mumbai, pe 26-29 noiembrie, au ucis 154 de persoane și au rănit mai mult de 308.
  - Începutul crizei financiare mondiale.
- 2009: 
  - Barack Obama a devenit primul președinte afro-american al Statelor Unite.
  - Coreea de Nord testează un al doilea dispozitiv nuclear.

### Anii 2010

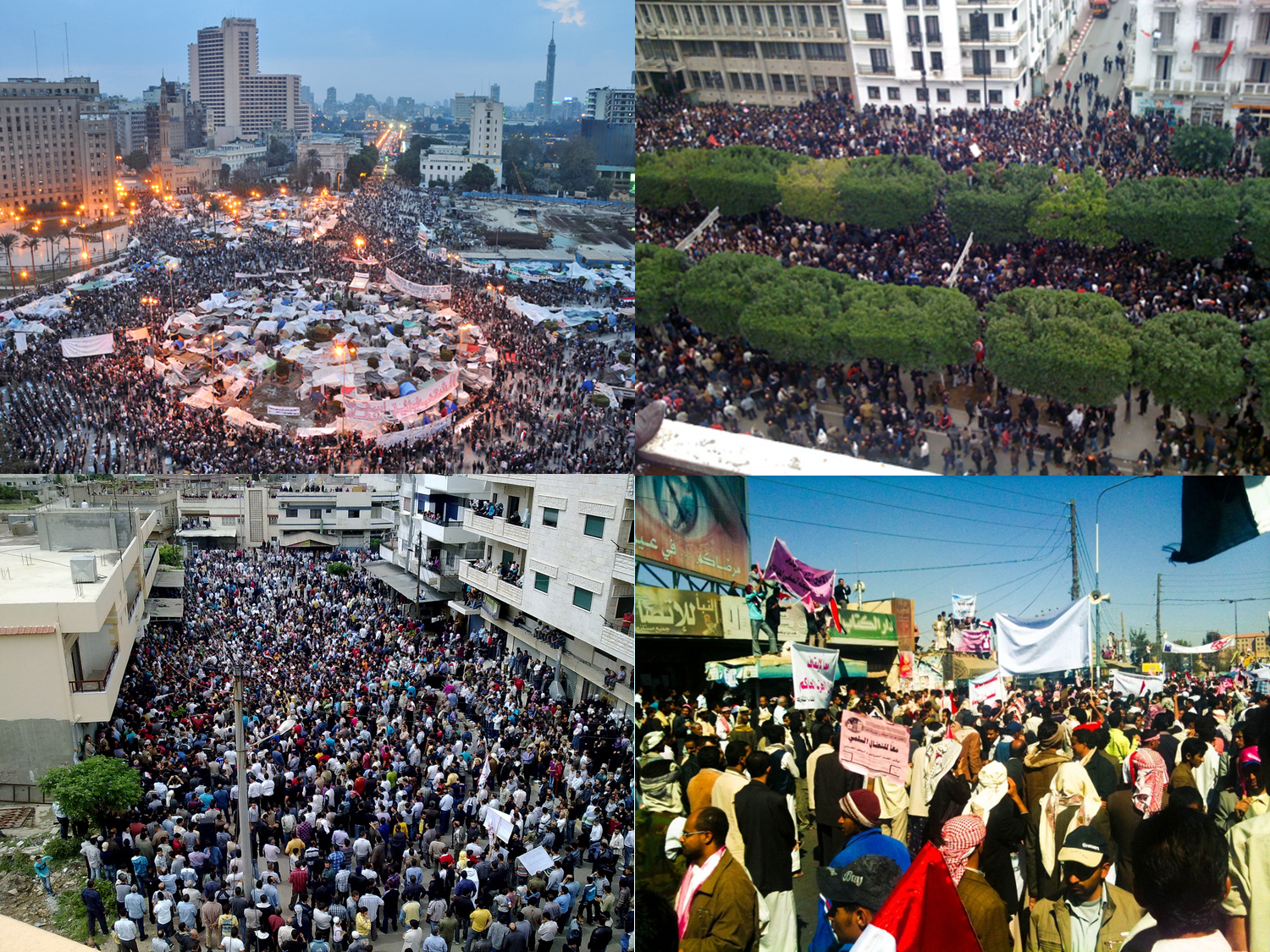
Primavara Arabă

- 2010:
  - Președintele polonez, Lech Kaczyński și alte 95 de persoane au murit într-un accident aviatic, în vestul Rusiei, în timp ce se îndrepta spre o ceremonie de comemorare a genocidului ofițerilor polonezi la Katyń din 1940.
  - Primăvara arabă, o mișcare politico-socială, care a început în Tunisia, se răspândește în aproape toate țările arabe în favoarea drepturilor omului.
- 2011: 
  - Președintele Tunisiei, Zine El Abidine Ben Ali, își dă demisia, pe 14 ianuarie, în urma protestelor împotriva regimului.
  - Președintele Egiptului, Hosni Mubarak demisionează la 11 februarie, după 18 de zile de proteste, împotriva regimului său.
  - Liderul Al-Qaida, Osama bin Laden, care a fost responsabil pentru dezvoltarea planurilor pentru atacurile din 11 septembrie 2001, este ucis într-un raid de focuri asupra lui într-o vilă din Abbottabad, Pakistan, de către echipa Seal 6 al forțelor militare speciale americane pe 2 mai 2011.
  - Închiderea celui mai mare tabloid britanic News of the World, după 168 de ani de emitere.
  - La data de 14 iulie, Sudanul de Sud devine membru al Națiunilor Unite.
  - La data de 21 octombrie, este înlăturat dictatorul libian Muammar al-Gaddafi. Este capturat și ucis de către Armata Națională de Eliberare din Libia, în timpul războiului civil libian.
  - La data de 15 decembrie, războiul din Irak a fost declarat încheiat în mod oficial .
  - Moare liderul suprem al Coreei de Nord, Kim Jong-il, la 17 decembrie în timpul unei plimbări cu trenul.
- 2012: 
  - La data de 25 februarie, președintele Yemenului, Ali Abdullah Saleh, demisionează după proteste.
  - La data de 22 martie, președintele de Mali, Amadou Toumani Toure, este alungat, într-o lovitură de stat.
  - La data de 2 aprilie, președintele Ungariei, Pál Schmitt, demisionează, după ce a pierdut un doctorat într-un scandal de plagiat.
  - La data de 6 aprilie, noua națiune, Azawad a câștigat oficial independența față de Mali.
  - În urma protestelor împotriva regimului Bashar al-Assad, în Siria izbucnește războiul civil între rebelii/opozanți și susținătorii regimului.
- 2013: 
  - Croația devine membru al Uniunii Europene.
- 2014: 
  - Pe 24 februarie, a început intervenția armatei ruse în Ucraina. După Revoluția ucraineană pro-europeană, Euromaidan, soldată cu demiterea președintelui ucrainean, Viktor Ianukovici, trupele speciale rusești, fără însemne, au preluat controlul asupra celei mai mari părți a peninsulei Crimeea din Ucraina situată pe coasta de nord a Mării Negre, inclusiv clădiri civile, aeroporturi și baze militare. În aceeași zi, parlamentul rus a aprobat prezența militarilor ruși în Crimeea și estul Ucrainei, iar mai târziu, Crimeea a fost anexată la Rusia.
  - Pe 21 decembrie, Klaus Iohannis ocupă funcția de președinte al României.
- 2015: 
  - Criza refugiaților în Europa - fenomen politico-social declanșat de conflictele de statele din nordul Africii și Orientul Mijlociu.
  - 64 de persoane au murit și alte 160 de persoane au fost rănite în urma unui incendiu care a vut loc în clubul Colectiv din București.
- 2016:  
  - Pe 23 iunie, Marea Britanie a votat pentru ieșirea din Uniunea Europeană, după 43 de ani de apartenență.
  - Donald Trump câștigă alegerile prezidențiale, devenind al 45-lea președinte al Statelor Unite.
  - Igor Dodon câștiga alegerile prezidențiale, devenind al 5-lea președinte al Republicii Moldova.
  - Pe 1 august, moare, la vârsta de 92 de ani, Regina Ana, soția Regelui Mihai I al României, la Spitalul din Morges din Elveția.
- 2017: 
  - Protestele din ianuarie 2017 din România, față de proiectul PSD-ALDE de modificare a Codului Penal și grațierea unor pedepse.
  - Social-democratul german Frank-Walter Steinmeier a fost ales de către Adunarea Federală, al 12-lea președinte al Germaniei, funcție în care l-a succedat pe Joachim Gauck
  - Parlamentul European a votat „acord economic și comercial între UE și Canada" (CETA). CETA a fost creat pentru a stimula schimburile comerciale prin reducerea tarifelor pentru bunurile și serviciile cele mai tranzacționate și de creștere a fluxurilor de investiții. Este de așteptat ca importurile și exporturile să crească cu 20%, atunci când acordul va fi pe deplin în vigoare. De asemenea, odată cu semnarea CETA, românii vor putea călători fără vize în Canada începând din decembrie 2017.
  - Premierul britanic, Theresa May, a semnat scrisoarea oficială pentru activarea Articolului 50 al Tratatului de la Lisabona, declanșând astfel procedura formală de separare a Marii Britanii de Uniunea Europeană.
  - Un atac cu bombă s-a produs într-o stație de metrou din orașul Sankt Petersburg, Rusia soldat cu 14 morți și peste 45 de răniți. Conform autorităților s-a produs un atac terorist. Un cetățean rus, de origine kârgâză, Akbarjon Djalilov, de 21 ani, este suspectat că a provocat deflagrația violentă produsă luni la ora locală 14:40 (11:40 GMT), într-un tren care circula între două stații ale unei linii de metrou din Sankt Petersburg. Bilanț 12 aprilie: 15 morți.
  - După atacul chimic de la Khan Shaykhun, Statele Unite au lansat 60 de rachete de croazieră Tomahawk asupra unei baze aeriene din Siria. Armata siriană a anunțat că loviturile americane s-au soldat cu șase morți și cu importante pagube materiale.
  - În centrul orașului Stockholm, un camion a intrat în mulțimea de pe o arteră comercială și apoi s-a izbit în vitrina unui magazin în centrul capitalei Suediei. Bilanț: 5 decese (28 aprilie) și peste 15 răniți.
  - Circa 55 de milioane de turci cu drept de vot sunt chemați la un referendum pentru a spune "da" sau "nu" în privința modificării a 18 articole din Constituție care ar institui un sistem prezidențial, cu puteri ample în locul actualului model parlamentar. Prezența la vot a fost de 85,43% din care 51,41% au votat DA și 48,59% au votat NU.
  - Alegeri prezidențiale în Franța turul I - primii doi clasați sunt: Emmanuel Macron, candidatul mișcării de centru En Marche!, care a obținut 23,75% și Marine Le Pen, candidata Frontului Național, care a obținut 21,53%.
  - Emmanuel Macron s-a instalat la palatul Elysee, devenind al 25-lea președinte al Franței, obținând 66,1% din voturi, în defavoarea lui Marine Le Pen, cu numai 33,9% din sufragii. Macron îl succede pe François Hollande.
  - În Anglia, la sfârșitul unui concert pop al cântăreței americane Ariana Grande la Manchester Arena, a avut loc un atentat sinucigaș unde au fost uciși 22 de oameni și au răniți alți 59 de oameni. După o evaluare mai atentă ar fi 119 de răniți. Atacatorul sinucigaș este un britanic de origine libiană, Salman Abedi, în vârstă de 22 ani, având legături cu IS.
  - Președintele american, Donald Trump, anunță retragerea Statelor Unite din Acordul de la Paris privind schimbările climatice. Acordul a intrat în vigoare în noiembrie 2016, iar Trump spune că tratatul este dăunător pentru economia americană, deoarece distruge locuri de muncă și pune țara în dezavantaj. Decizia a fost criticată nu doar de liderii politici ai lumii, ci și de conducerile celor mai mari companii americane.
  - Într-un atac terorist din Londra sunt ucise 6 persoane și cel puțin 49 sunt rănite după ce o camionetă a intrat în trecători pe London Bridge, iar trei bărbați au înjunghiat oameni pe străzi și în baruri. Cei trei atacatori au fost împușcați mortal de forțele de ordine după câteva minute. Acesta este al treilea atac terorist în Marea Britanie în ultimele 73 de zile.
  - Muntenegru devine oficial cel de-al 29-lea stat membru al NATO, limita sudică a alianței desfășurându-se astfel din Portugalia  până la granița turco-siriană.
  - Arabia Saudită, Egipt, Emiratele Arabe Unite și Bahrain au rupt relațiile cu Qatar, declanșând cea mai gravă criză diplomatică din regiune din ultimii ani. Qatarul a fost acuzat că destabilizează întreaga regiune prin susținerea unor grupuri teroriste islamice, printre care și Statul Islamic și al-Qaeda.
  - Alegeri generale anticipate în Regatul Unit. Partidul Conservator, aflat la putere și condus de Theresa May, a pierdut majoritatea absolută în Parlamentul de la Londra însă rămâne cel mai mare partid.
  - În Ucraina a intrat în vigoare decizia privind ridicarea vizelor pentru ucrainenii care călătoresc în UE. Președintele Ucrainei, Petro Poroșenko, și cel slovac, Andrej Kiska, au participat la inaugurarea unei "uși simbolice" la granița dintre cele două țări, eveniment prilejuit de ridicarea vizelor între Ucraina, țările din UE și spațiul Schengen.
  - În urma unui referendum consultativ în Puerto Rico 97% dintre votanți își doresc ca insula să devină cel de-al 51-lea stat al Statelor Unite ale Americii. Prezența la vot a fost însă slabă, de numai 22,7%.
  - Pe 5 decembrie, la vârsta de 96 de ani, moare ultimul rege al României, Regele Mihai I, la reședința sa din Elveția. Majestatea Sa anunțase pe 2 martie 2016 că se retrage din viața publică, după ce a fost diagnosticat cu leucemie, urmând ca prerogativele sale să fie preluate de Principesa Margareta.
- 2018:  
  - Pe 19 iunie, ambasadorul ONU, Nikki Haley, anunță retragerea Statelor Unite de la Consiliul ONU pentru Drepturile Omului.

### Anii 2020
- 2020:
  - Coronavirusul face ravagii în toată lumea. Mor peste un milion de oameni, școlile sunt oprite, iar copiii încep să facă cursuri online. Milioane de oameni rămân fără slujbe.
  - Pe 31 ianuarie 2020, Regatul Unit părăsește Uniunea Europeană, după care a urmat o perioadă de tranzit care s-a încheiat la 31 decembrie 2020.

- 2022:
  - La 24 februarie 2022, Rusia a început invazia în Ucraina.
- 2024
  - La 5 noiembrie 2024, Donald Trump câștigă pentru a doua oară alegerile prezidențiale al Statelor Unite ale Americii, fiind învestit la 20 ianuarie 2025.

### Țări noi
Unele teritorii și-au câștigat independența în timpul secolului XXI. Aceasta este o listă de state suverane care și-au câștigat independența în secolul XXI și au fost recunoscute de către o majoritate de guverne străine.
- Timorul de Est[26] la 20 mai 2002
- Muntenegru la 3 iunie 2006
- Kosovo la 17 februarie 2008
- Sudanul de Sud la 9 iulie 2011

Aceste teritorii, republici autonome din Georgia, declarate separatiste, și-au anunțat independența față de țara de origine și ca urmare a unei agresiuni militare rusești, au fost recunoscute doar de către Rusia:
- Osetia de Sud la 26 august 2008
- Abhazia la 26 august 2008

## Dezastre naturale

### Anii 2000
- 2003: 
  - Până la 50.000 de oameni au murit în Franța, Italia și alte țări europene, în vara lui 2003 din cauza unui lung val de căldură care a coincis cu lipsa de personal medical și de asistență medicală.
  - Un cutremur estimat la 6,6 pe scara Richter la Bam, Iran pe 27 decembrie 2003 a ucis mai mult de 26.000 de oameni.
- 2004: Cutremurul din Oceanul Indian din 2004: La 26 decembrie un cutremur în Oceanul Indian a creat un tsunami, care a ucis 310.000 de oameni din Indonezia, Sri Lanka, India, Thailanda și alte țări din regiune.
- 2005: Cutremurul din Kashmir din 8 octombrie 2005 a ucis cel puțin 87.350 de oameni în India și Pakistan.
- 2008: 
  - Ciclonul Nargis din Myanmar a provocat peste 78.000 de decese, 55.917 sunt dispăruți și 2,5 milioane oameni rămași fără adăpost.
  - Cutremur în China.
- 2009: 
  - Cutremur în L'Aquila, Italia.
  - Pandemia de gripă tip A(H1N1) din 2009.

### Anii 2010
- 2010:
  - Cutremurul din Haiti. Un puternic cutremur lovește Haiti la 12 ianuarie 2010. Cel puțin 230.000 sunt uciși; trei milioane de oameni rămân fără case.
  - Cutremurul din Chile. Un puternic cutremur de 8,8 magnitudine lovește coasta chiliană la 27 februarie 2010.
  - Erupțiile vulcanului Eyjafjallajökull la 14 aprilie 2010.
- 2011: 
  - Un cutremur cu magnitudine 9 grade pe scara Richter și cu epicentrul în oceanul Pacific, a lovit orașului Sendai, aflat pe coasta de est a Japoniei. Seismul a fost urmat de numeroase replici de peste 6 grade și a declanșat un tsunami de peste 10 metri. A fost cel mai puternic cutremur înregistrat vreodată în Japonia.

### Anii 2020
- 2023: 
  - Cutremurele din Turcia și Siria. La 6 februarie 2023, la ora 04:17 TRT, un cutremur de 7,8 Mw a lovit sudul și centrul Turciei și nordul și vestul Siriei. Epicentrul a fost la 32 km la vest-nord-vest de Gaziantep. Cutremurul a avut o intensitate maximă Mercalli de XI (Extrem) și a fost urmat de un cutremur de 7,7 Mw la ora 13:24. Acest cutremur a fost centrat la 95 km la nord-nord-est de primul, în provincia Kahramanmaraș. S-au înregistrat pagube pe scară largă și zeci de mii de victime.

## Știință și tehnologie
| Anul            | Invenția                                       | Autor                                                   | Țara    |
| --------------- | ---------------------------------------------- | ------------------------------------------------------- | ------- |
| 2000 (martie)   | enciclopedia Nupedia                           | Jimmy Wales                                             | SUA     |
| 2001 (ianuarie) | Wikipedia                                      | Jimmy Wales Richard Stallman                            | SUA     |
| 2003            | nanotehnologie: primele "manevre" moleculare   | Universitatea din Toulouse Freie Universität din Berlin | Europa  |
| 2005            | nanotehnologie: crearea unui "motor" molecular | Universitatea din Toulouse Freie Universität din Berlin | Europa  |
| 2007            | nanotehnologie: tranzistorul de 45 nm          |                                                         |         |
| 2007 (aprilie)  | masele plastice semivegetale reciclabile       | firma Sharp                                             | Japonia |

### Medicină
- 2003: Dolly, oaia clonată a murit prematur la 14 februarie.
- 2005: Primul succes parțial de transplant de față realizat în Franța.
- 2006: Dr. Ian Frazer dezvoltă un vaccin pentru cancerul de col uterin.
- 2008: Oamenii de știință japonezi creează o formă artificială de ADN

### Explorarea spațiului
- 2001: Dennis Tito devine primul turist spațial; a plătit 20 de milioane $ pentru a se alătura echipajului navetei Sojuz TM-32.
- 2003: Dezintegrarea navetei spațiale Columbia.
- 2003: Programul spațial al Chinei lansează prima misiune cu echipaj uman, Shenzhou 5.
- 2006: New Horizons este lansat către Pluto într-o călătorie ce va dura 9 ani.
- 2006: Mars Reconnaissance Orbiter ajunge pe Marte.
- 2006: În urma unei rezoluții a Uniunii Astronomice Internaționale, Pluto primește statutul de planetă pitică; sistemul solar numără acum opt planete.
- 2008: India devine cea de-a patra națiune care ajunge pe Lună.
- 2009: NASA/ISRO descoperă apă pe Lună.
- 2010: În luna martie este lansată în spațiu prima rachetă românească.
- 2011: A fost lansată ultima misiune din Programul spațial Space Shuttle.
- 2012: Primul satelit românesc Goliat a fost lansat.
- 2017: NASA și European Southern Observatory anunță descoperirea a patru noi planete asemănătoare Pământului în zona Goldilocks a stelei Trappist-1, în plus față de cele trei descoperite acolo anul trecut.Pe toate cele șapte planete telurice poate exista apă în stare lichidă dacă sunt îndeplinite anumite condiții atmosferice, însă șansele cele mai mari sunt pe trei dintre ele. Noul sistem solar alcătuit din cele șapte planete care gravitează în jurul unei stele mici, puțin luminoasă și foarte rece, este situat în galaxia noastră, la 39 de ani lumină de Terra.
- 2020: A fost lansată cu succes misiunea Mars 2020.

## Sport

### Jocuri Olimpice
- 2002: Jocurile Olimpice de iarnă de la Salt Lake City, Utah, Statele Unite.
- 2004: Jocurile Olimpice de vară de la Atena, Grecia
- 2006: Jocurile Olimpice de iarnă de la Torino, Italia
- 2008: Jocurile Olimpice de vară de la Beijing, China
- 2010: Jocurile Olimpice de iarnă de la Vancouver, Canada
- 2012: Jocurile Olimpice de vară de la Londra, Anglia
- 2014: Jocurile Olimpice de iarnă de la Soci, Rusia
- 2016: Jocurile Olimpice de vară de la Rio de Janeiro, Brazilia
- 2018: Jocurile Olimpice de iarnă de la Pyeongchang, Coreea de Sud
- 2021: Jocurile Olimpice de vară de la Tokyo
- 2022: Jocurile Olimpice de iarnă de la Beijing
- 2024: Jocurile Olimpice de vară de la Paris

## Invenții, inovații descoperiri
- 2002: Matematicianul rus, Grigori Perelman, a demonstrat Conjectura lui Poincaré.
- 2007: Biologul american, Craig Venter, anunță crearea primului cromozom artificial.
- 2012: Fermionii Majorana: reprezintă particule de tip fermioni care sunt identice cu antiparticulele. Leo Kouwenhoven și colegii de la Deltf University of Technology și Eindhoven University of Technology au găsit dovezi ale existenței fermionilor Majorana în materiale cu topologii speciale.